# Liberia aux Jeux olympiques d'été de 2004
La Liberia a envoyé 2 athlètes aux Jeux olympiques de 2004 à Athènes en Grèce.

## Résultats

### Athlétisme
110 m haies hommes :
- Sultan Tucker
  - 1er tour : 13 s 76  (5e dans la 6e série, 37e au classement final)

200 m femmes :
- Gladys Thompson
  - 1er tour : 27 s 51  (7e dans la 4e série, 43e au classement final)

## Officiels
- Président : Deborah J. Williams
- Secrétaire général : S.A. Morris Kainessie